# أوذنة

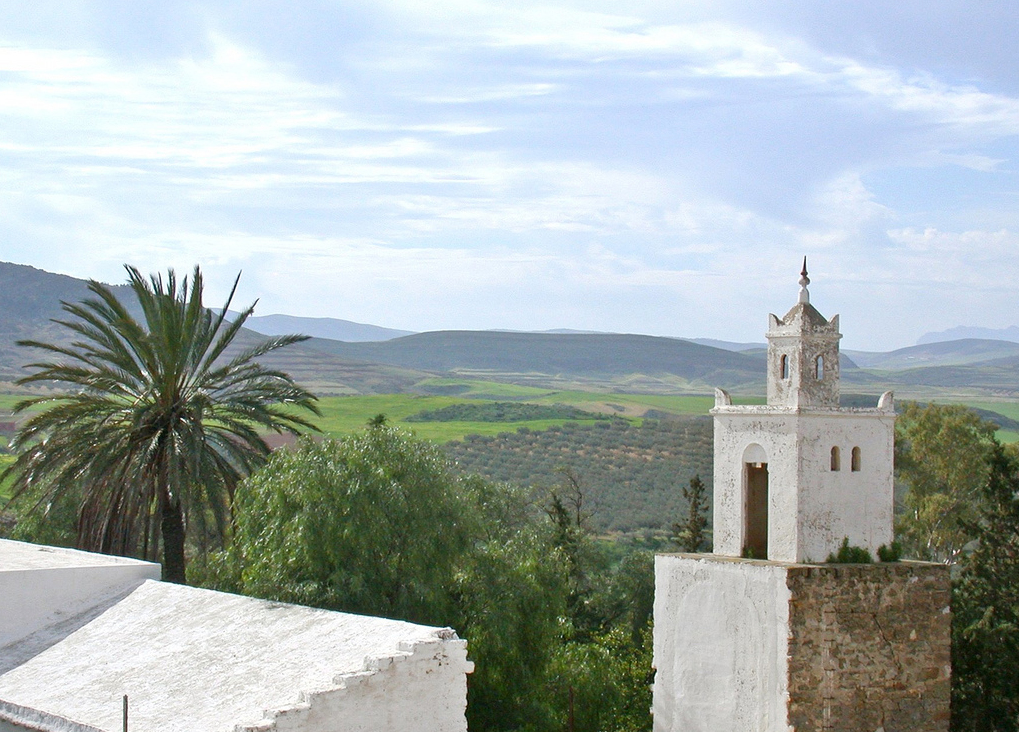
سهل أوذنة

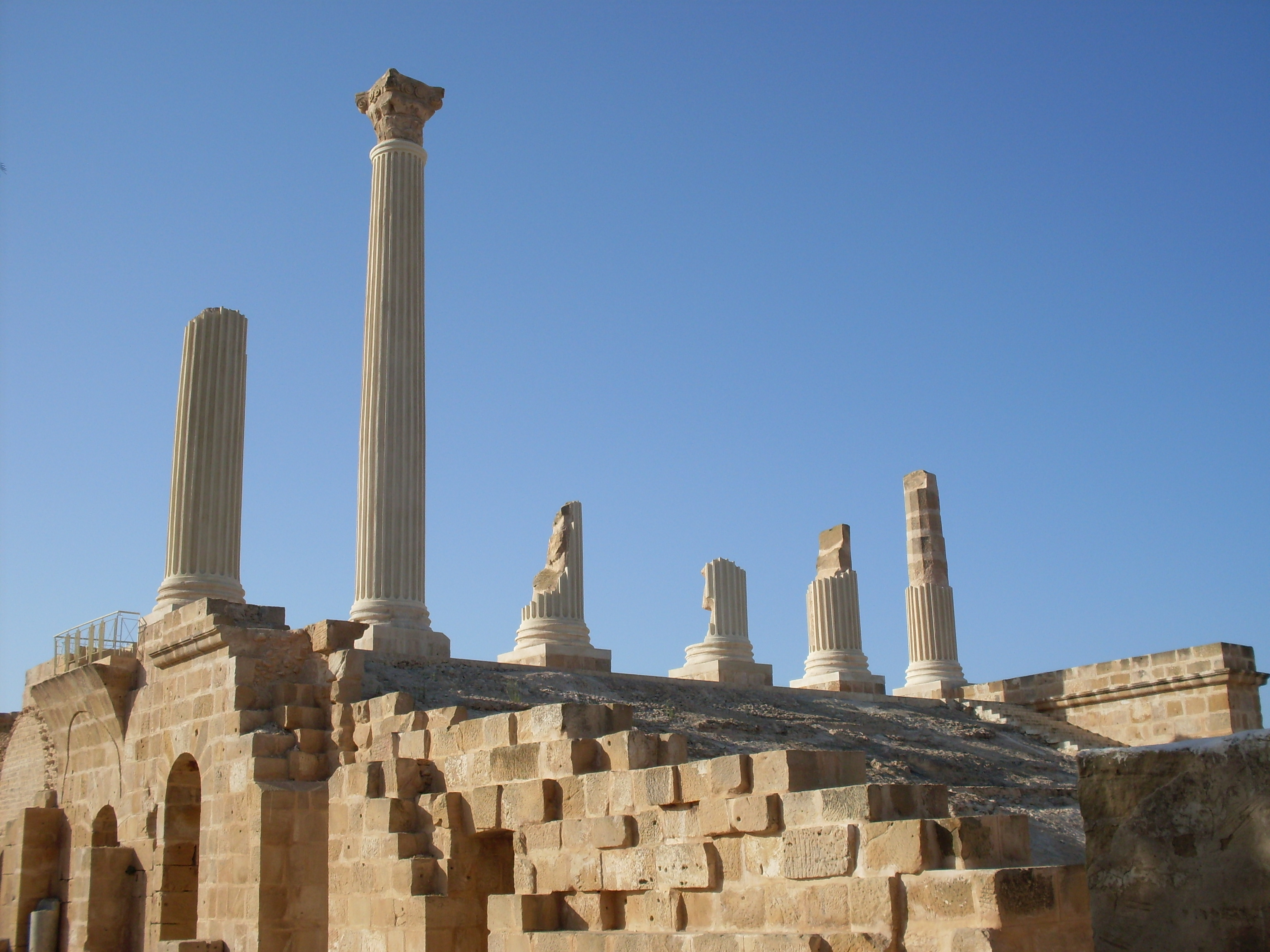
مبنى الكابيتول.

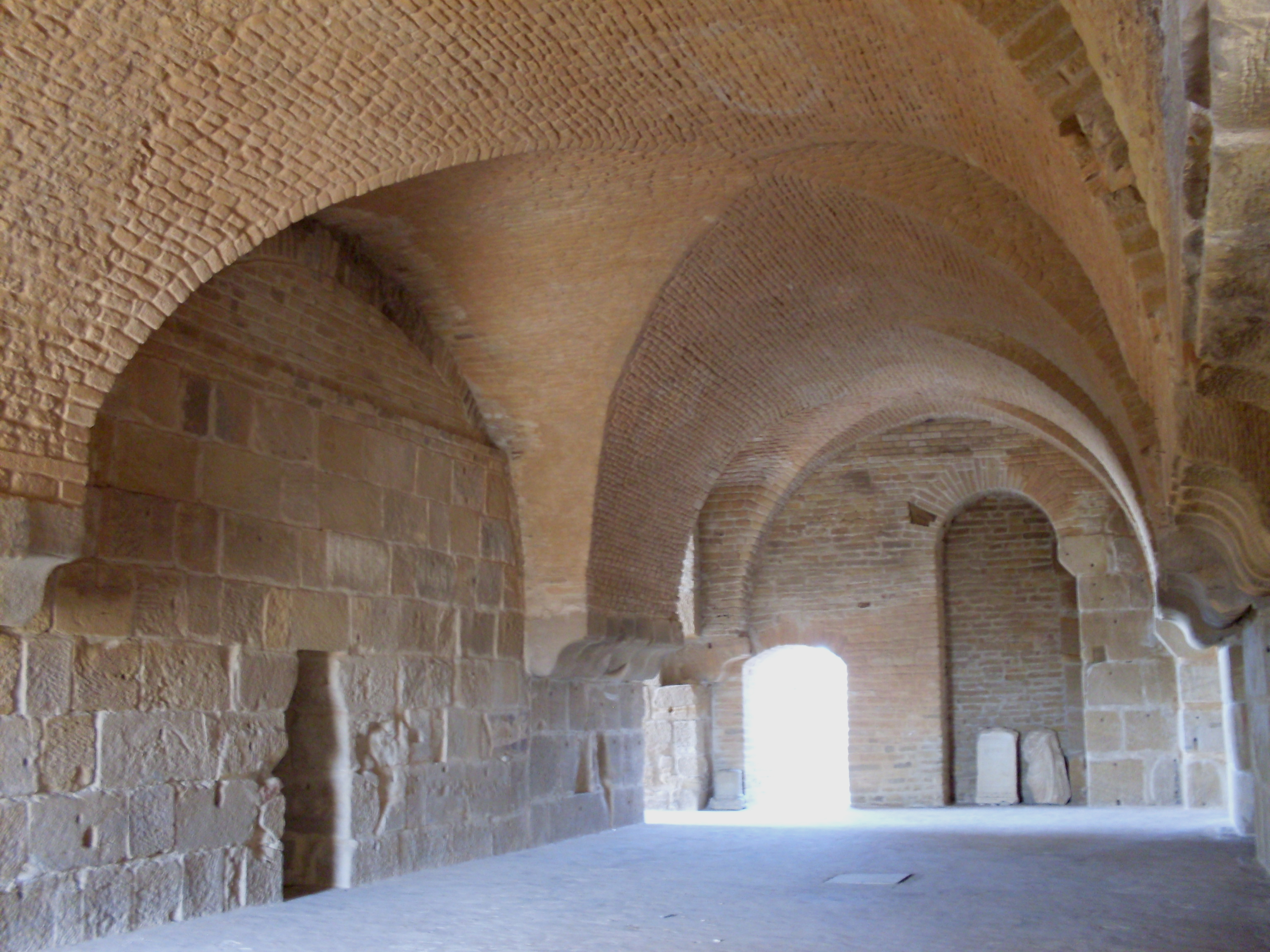
واحدة من الغرف قبوية السقف تحت الكابيتول.

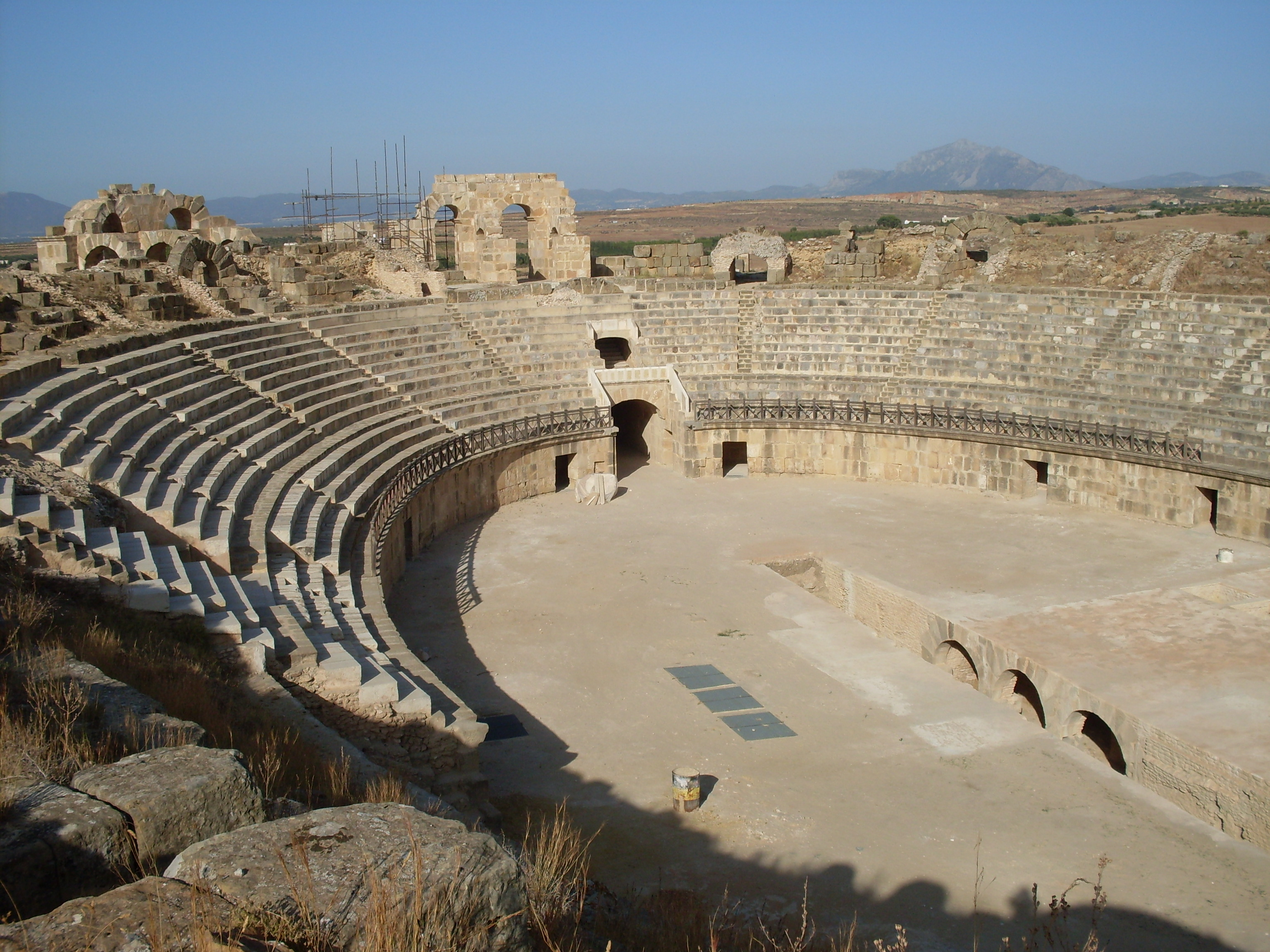

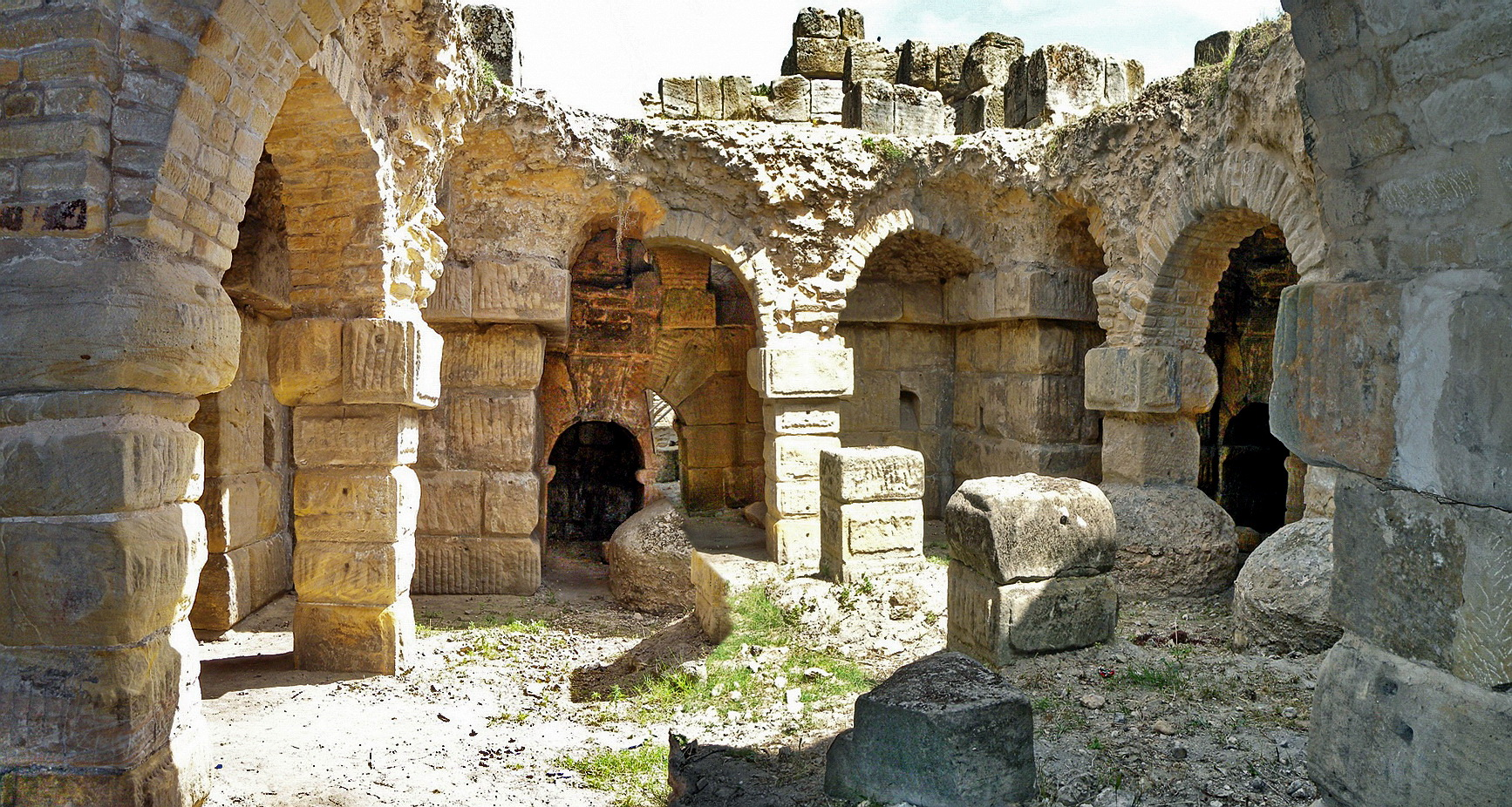
الحمامات الساخنة

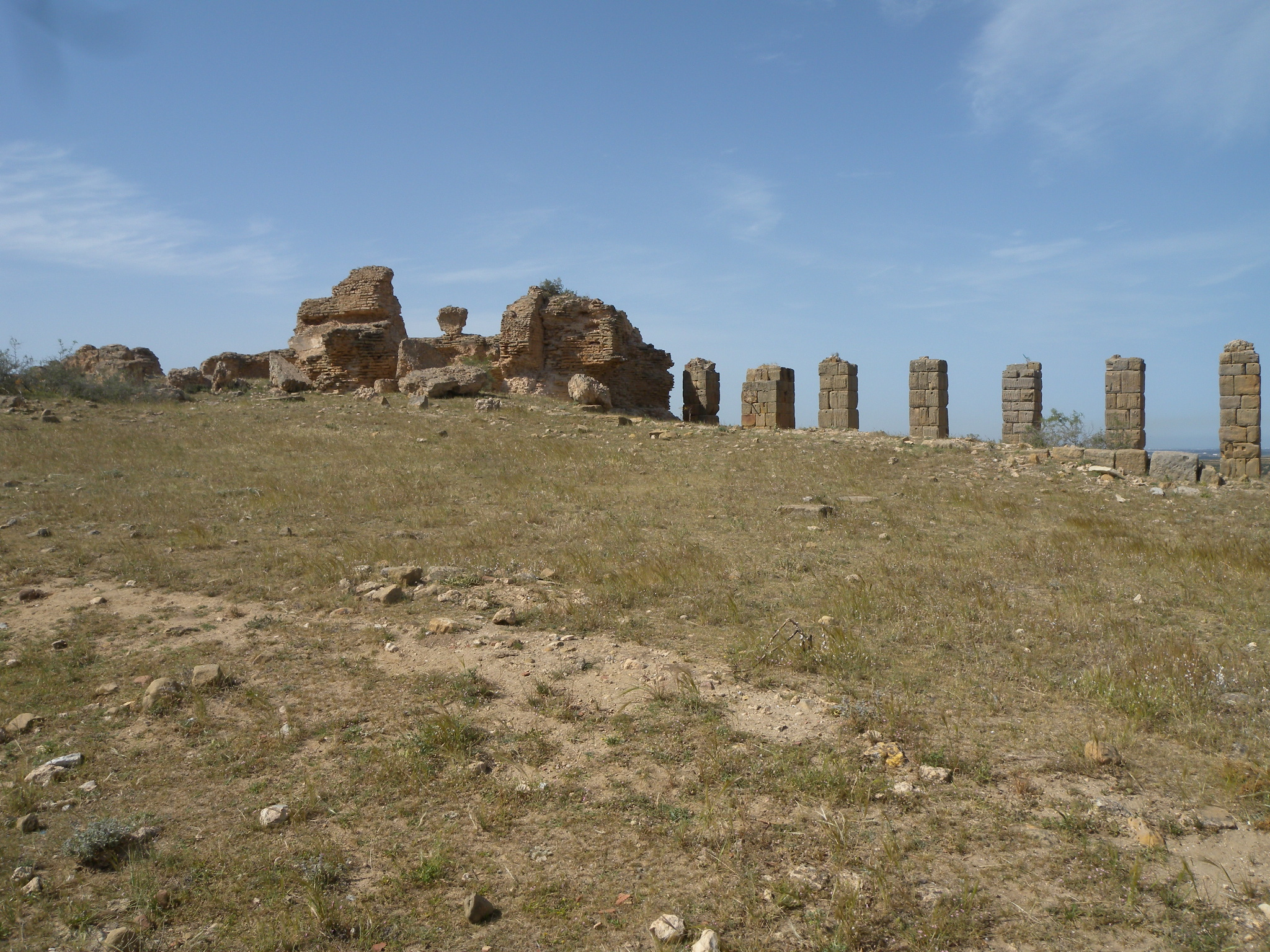

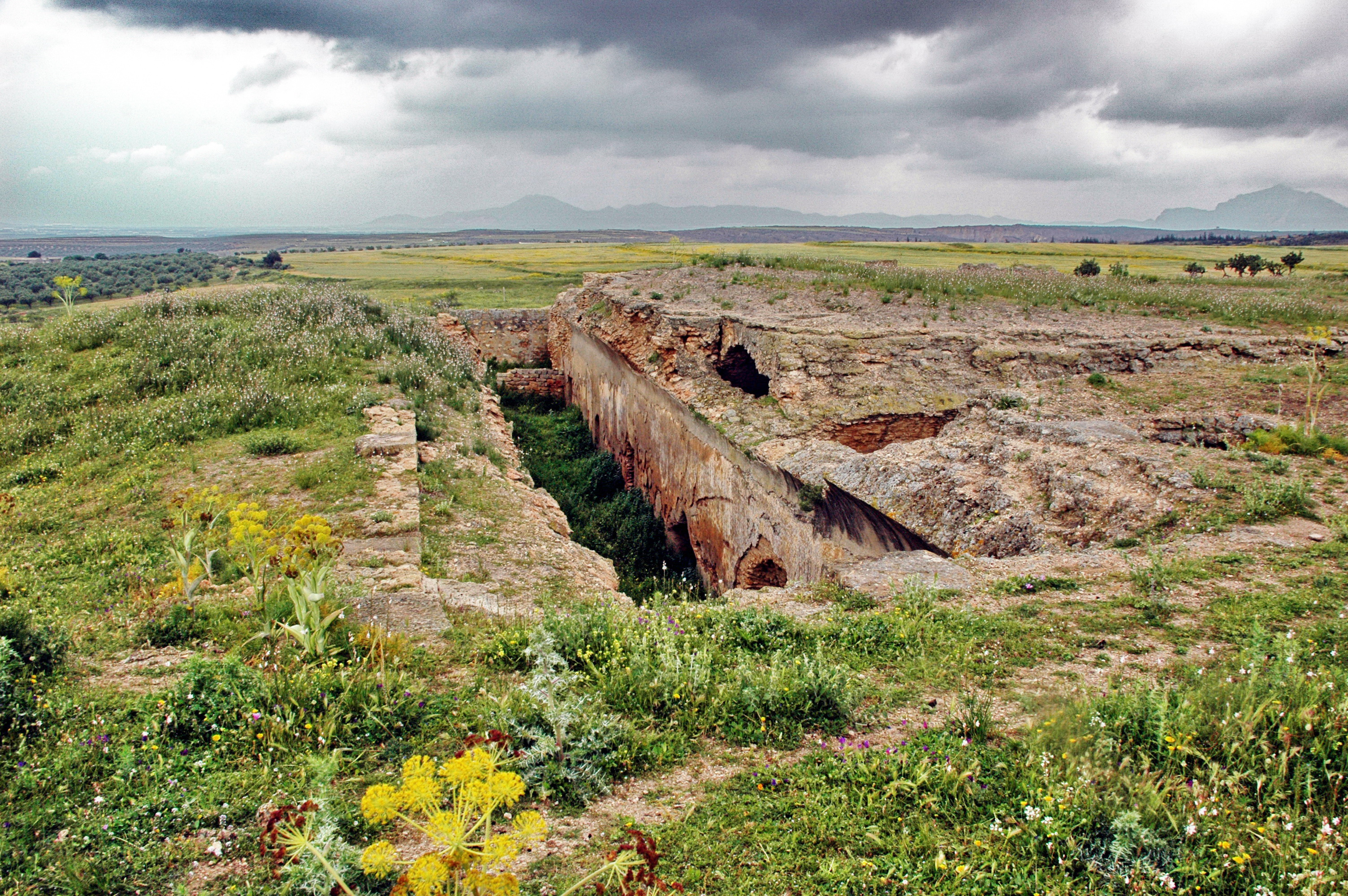
خزانات تجميع مياه المطر

أوذنة (أوتنا قديماً) هي منطقة أثرية تونسية تقع على بعد 30 كيلومتر عن العاصمة تونس وتتبع إدارياً ولاية بن عروس.

## التاريخ
كانت أوتنا (وهو الاسم التاريخي للموقع) قائمة على الأرجح قبل الانتصاب الروماني بأفريقيا (تونس)، أي أنها قائمة منذ عهد البربر السكان الأصليين لشمال أفريقيا. كما أنه من المؤكد أن لقرطاج البونية (الحضارة التي عمرت أفريقيا إثر قدوم الفينيقيين) لها علاقة بهذه المدينة القائمة على منطقة سهلة خصبة.
أما الحقبة الرومانية فقد عرفت منح الإمبراطور الروماني أغسطس قيصر قلة من الجنود الرومان لمتقاعدين الإقامة بمدينة أوذنة بعد منحها اسمها الشهير أوتنا. كما خول لهم ممارسة الفلاحة في الأراضي السهلة الخصبة المحيطة بها. كما أن المدينة قد لقبت لدى الرومان بمصطلح المستعمرة، وهو مصطلح يؤكد أن السكان الأصليين للمنطقة قد حصلوا على الجنسية الرومانية، كما أنهم قد أعفوا من الضرائب إضافة إلى تخويلهم بالمشاركة في الحياة السياسية.